# Agrotis dubordieui
Agrotis dubordieui là một loài bướm đêm trong họ Noctuidae.